# Некрасов, Денис Александрович
Дени́с Алекса́ндрович Некра́сов (род. 25 февраля 1969, Москва) — российский актёр театра, озвучивания и дубляжа.

## Биография
Учился в Институте современного искусства в 1993—1997 годах на факультете актёрского искусства. Играл в театре на Покровке и в театре «Шалом», в середине 2000-х годов плотно занялся дубляжом и озвучиванием.
Его голосом говорят множество персонажей различных компьютерных игр, художественных фильмов и телесериалов. В частности, доктор Свитс в сериале «Кости», Эрик Форман в сериале «Доктор Хаус», Джон Шеридан в «Вавилон-5». Озвучивал Джека Шепарда, Джона Локка и Фрэнка Лапидуса в закадровой версии перевода шестого сезона телесериала «Остаться в живых». Неоднократно выступал в качестве чтеца аудиокниг.
В 2017 году выступал на сцене «Градского Холла» в музыкальном спектакле «Отражение».
Женат. Есть сын Матвей (р. 2004), который также принимал участие в дублировании фильмов и сериалов и учится игре на скрипке.
По состоянию на 2019 год, озвучил свыше 300 ролей в фильмах и компьютерных играх.

## Общественная позиция
В апреле 2021 года подписал обращение к московскому представительству организации «Врачи без границ» с просьбой помочь Алексею Навальному, на тот момент отбывавшему голодовку в колонии.

## Дубляж и закадровое озвучивание

### Фильмы

#### Дуэйн Джонсон
- 2019 — Джуманджи: Новый уровень — доктор Смолдер Брэйвстоун (аватар Эдди)[5]
- 2017 — Джуманджи: Зов джунглей — доктор Смолдер Брэйвстоун (аватар Спенсера)[2]

#### Другие фильмы
- 2022 — Варяг — король Аурвандил (Итан Хоук)[7]
- 2019 — Боль и слава — Сальвадор Мальо (Антонио Бандерас)[5]
- 2017 — Тор: Рагнарёк — Грандмастер (Джефф Голдблюм)[2]
- 2014 — Робокоп — Алекс Мёрфи / Робокоп (Юэль Киннаман)[8]
- 2013 — Несносный дед — Ирвинг Зисман (Джонни Ноксвилл)[2]
- 1994 — Маска — часть мужских ролей (закадровый перевод для «НТВ+»)[9]

### Телесериалы
- 2019 — Академия Амбрелла — сэр Реджинальд Харгривс (Колм Фиори), Хейзел (Кэмерон Бриттон)[10]
- 2017 — Чёрно-белая любовь — Намык Эмирхан (Мухаммет Узунер[тур.]), Абидин Адакли (Тимур Олкебаш[тур.]), половина мужских ролей (дубляж для канала «Домашний», 2021 г.)[5]
- 2016 — Война и мир — Фёдор Долохов (Том Бёрк) (дубляж «Первого канала»)[11]
- 2004 — 2010 — Доктор Хаус — Эрик Форман (Омар Эппс); эпизодические персонажи (закадровый перевод студии «Селена Интернешнл» для канала «Домашний»)[2]
- 2004 — 2010 — Остаться в живых — Джек Шепард (Мэттью Фокс), Джон Локк (Терри О’Куинн), Фрэнк Лапидус (Джефф Фэйи) (закадровый перевод шестого сезона для «Первого канала»)[12][13][14][15][16]

### Мультфильмы
- 2021 — Лука — дядя Уго[17]
- 2019 — Как приручить дракона 3 — Гриммель[17]
- 2016 — В поисках Дори — Ластер[17]
- 2016 — Angry Birds в кино — Эдвард[18]
- 2016 — Зверополис[17] — Стью Хоппс, Якс, Джерри Джамбу-младший

### Мультсериалы
- 1989 — Симпсоны — 20—22 сезоны — Карл, Барни, Апу, Джимбо и другие, большинство надписей в 20 и 21 сезонах (закадровый перевод студии Hedgehog Riders для «2x2»)[19][8]

### Компьютерные игры

#### Другие локализации
- 2025 — Valorant — Tejo[источник не указан 186 дней]
- 2024 — Arknights[англ.] — Хеллагур[22]
- 2023 — Atomic Heart — диктор, собеседник Ивана Валентиновича (озвучивание)[23]
- 2022 — The Quarry — Трэвис Хэкетт[24] (Тед Рэйми)
- 2020 — Horizon Forbidden West — Джерард Бьери[24]
- 2020 — Assassin's Creed Valhalla — Сигурд Змееглазый, Тюр[25]
- 2020 — Sackboy: A Big Adventure — Геральд Штрудельбрехт[24]
- 2019 — Blacksad: Under the Skin — Джон Смирнов[24]
- 2019 — Apex Legends — Август «Баллистик» Монтгомери Бринкман[24]
- 2019 — Far Cry New Dawn — Иосиф Сид[3]
- 2018 — Far Cry 5 — Иосиф Сид[2][3]
- 2017 — Observer — дополнительные персонажи[26]
- 2017 — Sniper Elite 4 — Андреас Кесслер[24]
- 2016 — Killing Floor 2 — Уильям Мастерсон[24]
- 2016 — Mirror’s Edge Catalyst — Ной Кекаи[24]
- 2015 — Ведьмак 3: Дикая Охота — Радовид V Свирепый[24]
- 2015 — Battlefield Hardline — Николас Мендоза[24]
- 2015 — The Order: 1886 — Грейсон «Галахад»[24]
- 2015 — Tom Clancy's Rainbow Six: Siege — Тэтчер[3]
- 2013 — Dota 2 — Dragon Knight, Tusk, Lycan[8]
- 2013 — The Bureau: XCOM Declassified — Николас да Силва[24]
- 2012 — Far Cry 3 — Грант Броди[24]
- 2012 — The Darkness II — Винни[24]
- 2012 — Darksiders II — Архонт Люциан[24]
- 2012 — Medal of Honor: Warfighter — Томас «Монах» Фентерс[24]
- 2011 — Rage — Капитан Маршалл[24]
- 2011 — Anno 2070 — Руфус Торн[24]
- 2011 — Dead Island — Джон Синамой[24]
- 2011 — Ratchet & Clank: All 4 One — Мистер Динклз[24]
- 2011 — Homefront — Коннор Морган[24]
- 2011 — Assassin’s Creed: Revelations — Эцио Аудиторе да Фиренце[3]
- 2011 — Crysis 2 — Доминик Локхарт[3]
- 2011 — League of Legends — Талон[24]
- 2011 — Deus Ex: Human Revolution — Фрэнсис Притчард[24]
- 2010 — Just Cause 2 — Разак «Бритва» Разман[24]
- 2010 — Call of Duty: Black Ops — Дмитрий Петренко[24]
- 2010 — Prince of Persia: The Forgotten Sands — Малик[24]
- 2009 — Borderlands — Роланд[24]
- 2009 — Assassin’s Creed II — Сильвио Барбариго иль Россо[24]
- 2009 — Batman: Arkham Asylum — Джеймс Гордон[24]
- 2009 — Anno 1404 — Аль-Захир[24]
- 2009 — Assassin’s Creed: Bloodlines — Александр[24]
- 2008 — Mirror’s Edge — Трэвис «Роупберн» Барфилд[24]
- 2007 — Assassin’s Creed — Тамир[24]
- 2002 — Mafia: The City of Lost Heaven, (2004) — Большой Бифф[24]

### Аудиокниги
- 2006 — М. И. Пыляев. Знаменитые чудаки и оригиналы
- 2007 — Джон Перкинс. Исповедь экономического убийцы
- 2007 — Дин Кунц. Шорохи
- 2019 — Л. Н. Толстой. Война и мир